# Ost-Friesland

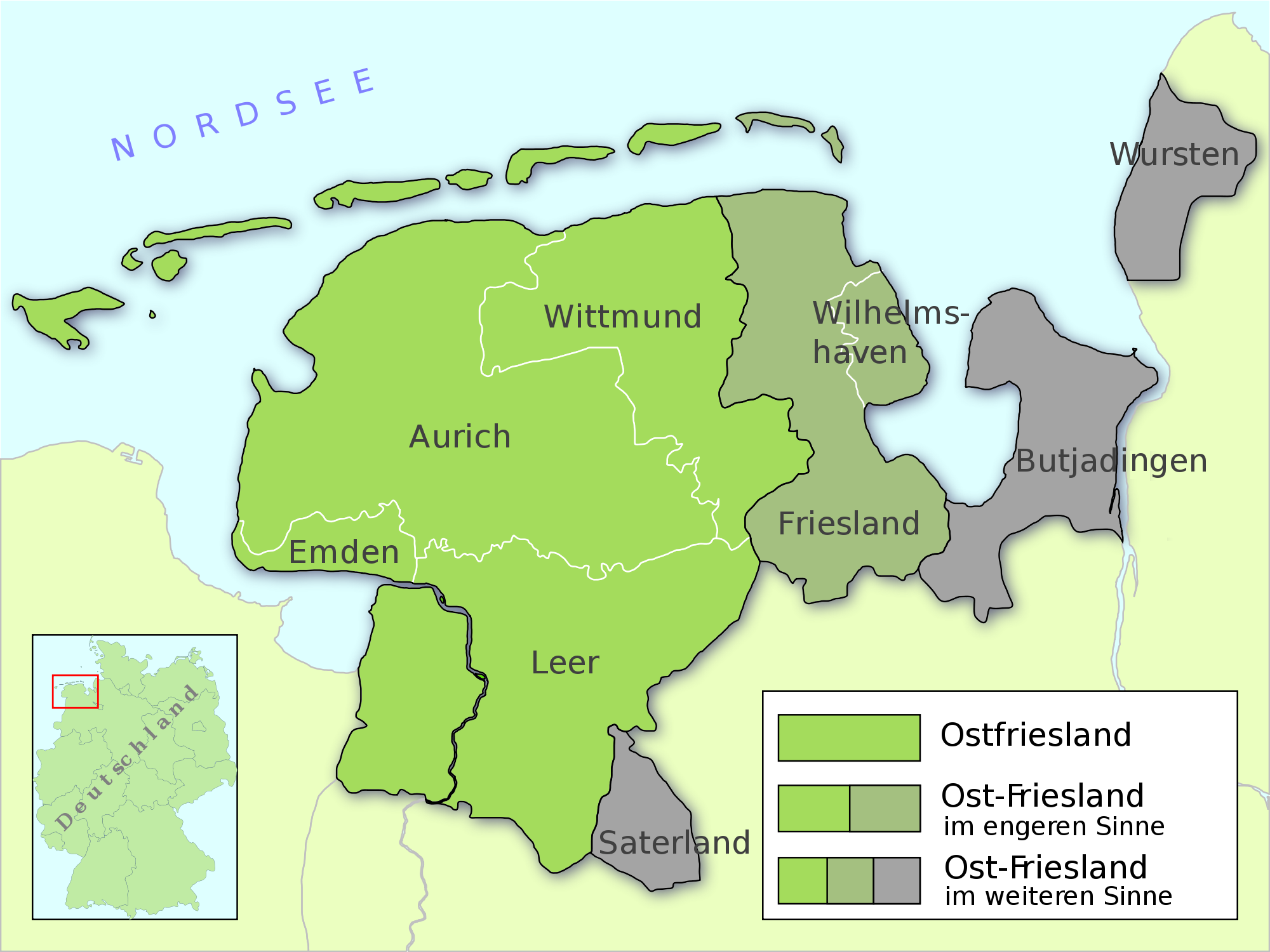
Ostfriesland und Ost-Friesland, orientiert an heutigen Verwaltungsgrenzen.

Der Begriff Ost-Friesland dient im regionalen Sprach- und Schriftgebrauch zur Unterscheidung der historischen Landschaft Ostfriesland von der weiter gefassten Nordsee-Küstenregion zwischen Dollart und Jadebusen. Außerhalb der Region wird dieses Gebiet in der Regel einfach mit „Ostfriesland“ identifiziert, was aber nicht den historischen Gegebenheiten und dem Selbstverständnis der Bewohner entspricht. Die eher „künstliche“ Schreibweise Ost-Friesland ist jedoch selbst in der Region nicht sehr verbreitet, meist wird der Begriff „ostfriesische Halbinsel“ verwendet.

## Gebiet
Während Ostfriesland das Gebiet der ehemaligen Grafschaft Ostfriesland bezeichnet, das heute in etwa die Landkreise Leer, Aurich und Wittmund sowie die Stadt Emden umfasst, schließt Ost-Friesland in der Regel zusätzlich die anderen traditionell friesischen Gebiete der Halbinsel mit ein: die Stadt Wilhelmshaven und den oldenburgischen Landkreis Friesland (Jeverland und Friesische Wehde). Offiziellen Charakter bekam diese Schreibweise mit der Errichtung der Regionalen Strukturkonferenz Ost-Friesland im Jahr 1991, die eine räumliche Erweiterung der Vorgängerinstitution namens Ostfrieslandkonferenz darstellte.
Seltener wird dieser Definition von Ost-Friesland auch das Saterland hinzugerechnet. Vereinzelt ist auch die Praxis anzutreffen, jeweils die drei Gebiete „Landkreis Friesland, Wilhelmshaven, Saterland“ oder „Landkreis Wittmund, Landkreis Friesland, Wilhelmshaven“ allein als Ost-Friesland zu bezeichnen. Dies wird aber meist als nicht korrekt empfunden.
In seiner weitesten Definition werden mit dem Begriff Ost-Friesland schließlich alle historischen friesischen Gebiete im Land Niedersachsen umschrieben (also zusätzlich den oben genannten Gebieten auch noch das ehemalige Rüstringen (u. a. Butjadingen), das Land Wursten und manchmal auch noch weitere). Organisationen aus jenen Landstrichen bilden im Interfriesischen Rat die „Sektion Ost“.
Wenn im Sprachgebrauch hervorgehoben werden soll, dass man von „Ost-Friesland“ und nicht von „Ostfriesland“ spricht, dann wird das „Ost“ betont, da normalerweise die Betonung auf „fries“ liegt.

## Selbstbezeichnung und Abgrenzung
Nach landläufiger Meinung wird der Begriff Ostfriesland rein geographisch verwendet und umfasst bereits auch den Landkreis Friesland sowie die Stadt Wilhelmshaven. Dies ist jedoch aus „beiderseitiger“ Sicht nicht korrekt. Die Bewohner Ostfrieslands (ohne Bindestrich, also Landkreise Aurich, Leer und Wittmund sowie Stadt Emden) sind die einzigen, die sich uneingeschränkt als Ostfriesen bezeichnen. Im Landkreis Friesland und Wilhelmshaven hingegen wird diese Selbstbezeichnung kaum bis gar nicht benutzt. Wenn sich die Einwohner der beiden Kommunen nicht als Friesländer (seltener: Friesen) oder Wilhelmshavener bezeichnen, dann liegt der Schwerpunkt auf der Betonung des Oldenburgischen.
Den Namen Friesland verdankt der gleichnamige Landkreis seiner Lage im nördlichen Oldenburger Land – also im friesischen Teil Oldenburgs. Dadurch kommt es zu der für Auswärtige oftmals verwirrenden Tatsache, dass sich der Landkreis Friesland östlich von Ostfriesland befindet.
Die Trennungslinie zwischen Ostfriesland und dem oldenburgischen Landkreis Friesland ist die historische Grenze zwischen dem ehemaligen Fürstentum Ostfriesland und der Grafschaft Oldenburg und heißt Goldene Linie. Ein Versuch, diese Goldene Linie quasi zu überbrücken, wurde bei der niedersächsischen Kreisreform in den 1970er Jahren unternommen. Damals wurden Teile des oldenburgischen Landkreises Friesland mit dem ostfriesischen Landkreis Wittmund zusammengefügt – unter dem Namen Landkreis Friesland und mit Sitz in Wittmund. Nach erfolgreichen Klagen vor dem Niedersächsischen Staatsgerichtshof in Bückeburg wurde diese Reform rückgängig gemacht, die Landkreise wieder geteilt. Lediglich das alte Amt Gödens, also die Orte Gödens, Neustadtgödens und Dykhusen, verblieb nach der Herstellung der alten Landkreise bei der friesländischen Gemeinde Sande und stellt somit ein Stück Ostfriesland im Landkreis Friesland dar.

## Wangerooge
Dem Unterschied zwischen historisch-politischer und geografischer Definition Ostfrieslands verdankt die Insel Wangerooge eine „zwiespältige“ Zuordnung: Einerseits wird sie geografisch zu den Ostfriesischen Inseln gezählt. Andererseits gehört sie politisch-historisch seit Jahrhunderten zum Jeverland und damit seit 1818 zum Land Oldenburg, heute also zum Landkreis Friesland. Sie ist also gewissermaßen die einzige „oldenburgische“ unter den (bewohnten) Ostfriesischen Inseln.

## Saterland
Eine Sonderrolle spielt das Saterland. Es gehört zwar kulturhistorisch und sprachgeschichtlich zu Ostfriesland, kam aber aufgrund seiner isolierten Lage schon früh unter den Einfluss des Bistums Münster, während der ost-friesische Raum dem Bistum Bremen unterstellt war. Diese Trennung aus der Zeit des Spätmittelalters wirkt sich bis in die Gegenwart hinein aus: Das Saterland gehört heute zum Landkreis Cloppenburg. Dank der Isolierung konnte das Saterfriesische als einzige Varietät der ostfriesischen Sprache bis heute überleben, während im Rest ostfriesische Dialekte der Niedersächsischen Sprache gesprochen werden (Ostfriesisches Platt).

## Kooperationen
Auf politischem und wirtschaftlichem Gebiet sind Kooperationen der Städte und Kreise innerhalb Ost-Frieslands mittlerweile gang und gäbe, ebenso Kooperationen mit Gebieten, die außerhalb der ostfriesischen Halbinsel liegen, wie das Emsland und das Ammerland.
Die Industrie- und Handelskammer etwa heißt „Industrie- und Handelskammer für Ostfriesland und Papenburg“ und umfasst neben der Stadt Emden und den Landkreisen Aurich, Leer und Wittmund auch die emsländische Stadt Papenburg, da die dortigen Hafenunternehmen und die Meyer Werft aus wirtschaftsgeografischen Gründen besser dem Küstenlandstrich Ostfriesland zuzuordnen sind – historisch-politisch wäre Papenburg sonst der IHK in Osnabrück zuzuordnen, wie der Rest des Landkreises Emsland auch. Der Landkreis Friesland und die Stadt Wilhelmshaven hingegen sind der Oldenburgischen Industrie- und Handelskammer zugeordnet, darin den alten Grenzen des Oldenburger Landes folgend.
Die in Leer angesiedelte Berufsakademie Ost-Friesland ist – ausweislich ihres Namens – eine Berufsakademie, die von Verbänden, Unternehmen und Körperschaften aus dem Gebiet der gesamten ostfriesischen Halbinsel getragen wird.
Im Tourismus-Sektor wirbt das oldenburgische Ammerland inzwischen unter der Dachmarke „Ostfriesland“ – gemeinsam mit dem Oldenburgischen Friesland (Landkreis Friesland, Wilhelmshaven) und Ostfriesland. Seit 2006 betreiben die vier Landkreise und zwei kreisfreien Städte Ost-Frieslands den Verkehrsverbund Ems-Jade (VEJ). Auch die so genannte Wachstumsregion Ems-Achse (Ostfriesland, Landkreise Emsland und Grafschaft Bentheim), die der wirtschaftlichen Zusammenarbeit der Gebietskörperschaften entlang der Ems dient, ist Ausdruck einer Kooperation Ostfrieslands mit den umgebenden Landkreisen. Auf dem Gebiet der Raumplanung und wirtschaftlichen Verzahnung durch kreisübergreifende Kooperation gehören der Kreis Friesland und die Stadt Wilhelmshaven hingegen der Metropolregion Nordwest an – Ostfriesland (und das Emsland) wiederum nicht. Eine Überschneidung zwischen der „Ems-Achse“ und der Metropolregion (sowie von Ostfriesland und oldenburger Gebieten) bietet daneben die Wachstumsregion Jade-Weser, der die Stadt Wilhelmshaven sowie die Landkreise Wittmund, Friesland und Wesermarsch angehören.
Ost-Friesland ist eine Raumordnungsregion (Nr. 312) der Raumordnungsberichterstattung des Bundes.
Verbindungen gibt es nicht nur zwischen Ostfriesland und anderen von Friesen bewohnten Gebieten Deutschlands, sondern auch zu Friesen jenseits der deutsch-niederländischen Grenze, und zwar im Kontext der Europaregion „Ems-Dollart-Region“, der auf deutscher Seite Ostfriesland, das Emsland und der Landkreis Cloppenburg, auf niederländischer Seite die Provinzen Friesland, Groningen und Drente angehören.
Siehe auch: Portal:Ostfriesland
Koordinaten: 53° 26′ N, 7° 39′ O